# Hagalamane, Bhadravati
Hagalamane là một làng thuộc tehsil Bhadravati, huyện Shimoga, bang Karnataka, Ấn Độ.